# Позитив (фільм)
«Позитив» — український документальний короткометражний фільм, відзнятий режисеркою Поліною Кельм. Фільм — учасник міжнародного кінофестивалю Docudays UA.

## Сюжет
Киянки Олена, Тая і Тамара все життя працюють на кіностудіях. Вони звикли боятися комп'ютерів і працювати лише з позитивною плівкою, монтуючи фільми, зняті іншими людьми. Їхній світ — це загублені на припорошених полицях кіноплівки. Героїні годують котів, щороку дивляться трансляції церемоній вручення Оскарів і потай мріють попрацювати над такими фільмами, як «Аватар». Усе своє життя вони залишаються за лаштунками кінематографа, по той бік екрана. Та зараз настав їхній час виходити на сцену…